# Konsmo
Konsmo (eller Helle) är en kyrkby och tidigare tätort i Lyngdals kommun i Agder fylke i södra Norge. Orten ligger vid älven Audna, där fylkesväg 460 möter fylkesväg 461, vid sidan av Sørlandsbanan. Här finns Konsmo kyrka.
Tidigare har orten tillhört dåvarande Undals kommun, därefter dåvarande Nord-Audnedals kommun (Nord-Undals kommun). Efter det har orten utgjort centralort i dåvarande Konsmo kommun respektive den efter det bildade Audnedals kommun.
Sedan 2018 räknas orten inte längre som en tätort.

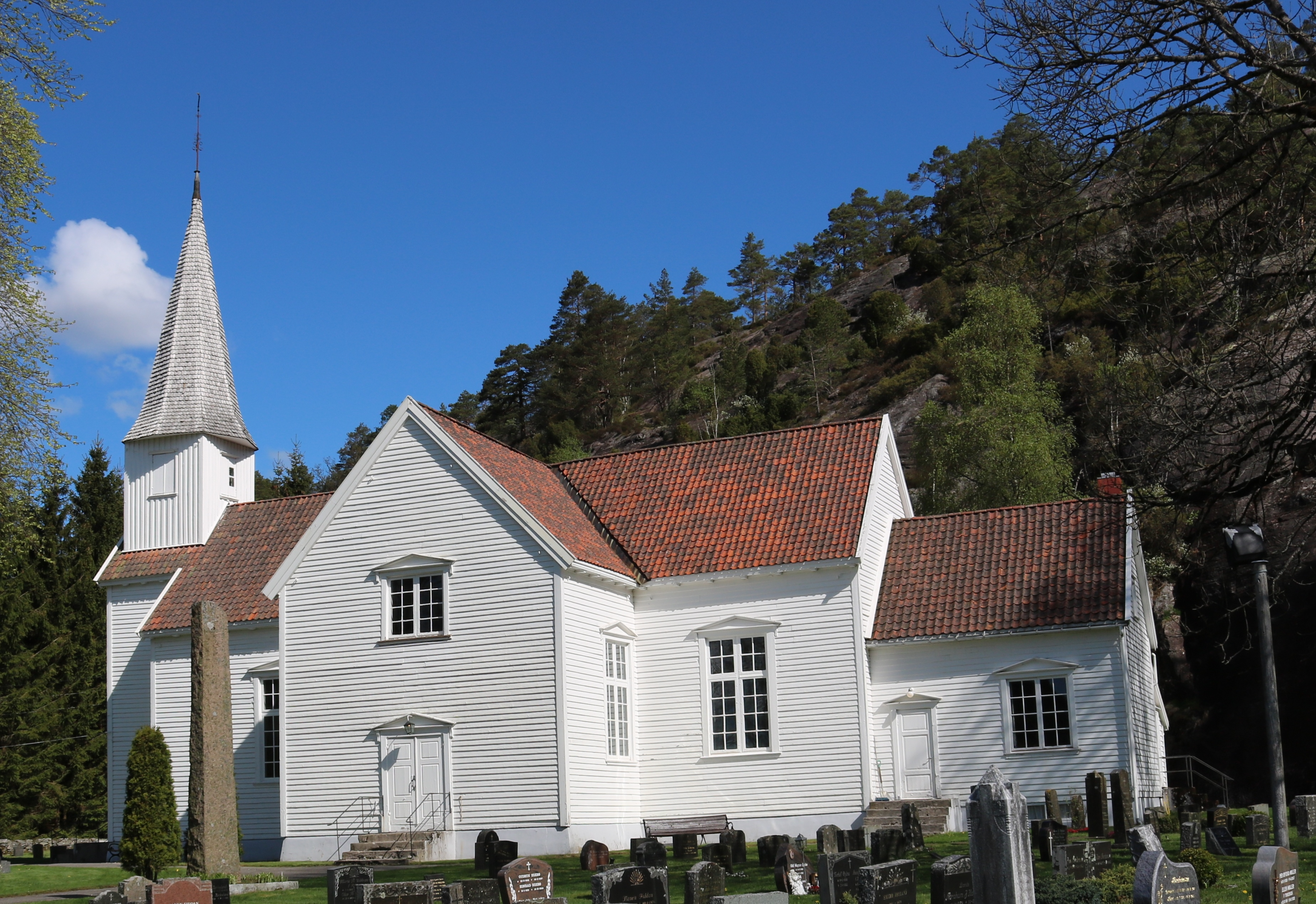
Konsmo kyrka.